# Parafia Ewangelicko-Augsburska Wniebowstąpienia Pańskiego w Warszawie
Parafia Ewangelicko-Augsburska Wniebowstąpienia Pańskiego w Warszawie – jedna z parafii Kościoła Ewangelicko-Augsburskiego w Warszawie, należąca do diecezji warszawskiej. Kościół parafialny znajduje się przy ulicy Puławskiej 2a. 
W 2018 parafia liczyła 658 wiernych.

## Historia
Kościół parafialny to pierwotnie cerkiew garnizonowa wzniesiona w roku 1900 dla żołnierzy rosyjskich z carskiego Keksholmskiego Pułku Piechoty (ros. Лейб-гвардии Кексгольмский Императора Австрийского полк), stacjonującego w koszarach puławskich.
Parafia została utworzona 18 maja 1920 r. Konsystorz w związku z powołaniem urzędu naczelnego kapelana wyznania ewangelicko-augsburskiego Wojska Polskiego postanowił urządzić w świątyni parafialnej Ewangelicki Kościół Garnizonowy. Oficjalna uroczystość otwarcia i poświęcenia nowej świątyni miała miejsce 9 stycznia 1921 r. W latach 1931–1934 architekt Edgar Norwerth przebudował kościół.
Dzieje Ewangelickiego Kościoła Garnizonowego przerwał wybuch II wojny światowej. Po zburzeniu świątyni przy pl. Małachowskiego, jej funkcje przejął kościół przy ul. Puławskiej, jednak na krótko. 3 września 1947 r. wznowiono prace kościoła parafialnego. W 1950 r. na bazie Kościoła Garnizonowego została zorganizowana w Warszawie druga cywilna parafia Kościoła Ewangelicko-Augsburskiego. Od 1992 r. świątynia służy duszpasterstwu wojskowemu.
Proboszczem parafii był zmarły tragicznie w katastrofie polskiego Tu-154M w Smoleńsku ks. płk Adam Pilch. Jego następcą był krótkotrwale Mieczysław Cieślar, który zginął w wypadku samochodowym w nocy z 18 na 19 kwietnia 2010. W kwietniu 2010 roku proboszczem administratorem został ks. Marcin Kotas.
Parafią zarządza Rada Parafialna, wybrana przez Zgromadzenie Parafialne i zatwierdzona przez Radę Diecezjalną.